# Połączenie telefoniczne
Połączenie telefoniczne – pojęcie zawarte w uchylonej ustawie Prawo telekomunikacyjne. Oznaczało połączenie ustanowione za pomocą publicznie dostępnej usługi telefonicznej, pozwalające na dwukierunkową łączność głosową.